# Gullspång (gemeente)
Gullspång is een Zweedse gemeente die gedeeltelijk in Värmland en gedeeltelijk in Västergötland ligt. De gemeente behoort tot de provincie Västra Götalands län. Ze heeft een totale oppervlakte van 558,1 km² en telde 5653 inwoners in 2004.

## Plaatsen
- Hova
- Gullspång (plaats)
- Otterbäcken
- Skagersvik
- Gårdsjö
- Vassmossen och Nunnestad